# Брезово (Літія)
Брезово (словен. Brezovo) — поселення в общині Літія, Осреднєсловенський регіон, Словенія. Висота над рівнем моря: 605,9 м.